# Ère Daidō
L'ère Daidō (大同) est une des ères du Japon (年号,, nengō,, lit. « nom de l'année ») après l'ère Enryaku et avant l'ère Kōnin. Cette ère couvre la période allant du mois de mai 806 au mois de septembre 810. Les empereurs régnants sont Heizei (平城天皇) et Saga (嵯峨天皇).

## Changement d'ère
- 16 novembre 806 Daidō gannen (大同元年?) : Le nom de la nouvelle ère est créé pour marquer un événement ou une série d'événements. L'ère précédente se termine là où commence la nouvelle, en  Enryaku 25, le 18e jour du 5e mois de 806[3].

## Événements de l'ère Daidō
- 9 avril 806 (Daidō 1, 17e jour du 3e mois): L'impératrice Kammu meurt durant la vingt-cinquième année de son règne (桓武天皇25年) et en dépit d'une controverse prolongée à propos de son possible successeur, les lettrés d'alors jugent que la succession (senso) doit revenir à son fils. Peu après, l'empereur Heizei accède au trône (sokui)[4].
- 18 mai 809 (Daidō 4,1re jour du 4e mois) : L'empereur Heizei tombe malade pendant la quatrième année de son règne (平城天皇4年) et abdique. La succession (senso) est reçue par son deuxième fils, l'ainé étant devenu prêtre bouddhiste. Peu après, l'empereur Saga accède au trône (sokui)[5].

| Daidō     | 1re | 2e  | 3e  | 4e  |
| Grégorien | 806 | 807 | 808 | 809 |